# کمیته ملی المپیک کنیا
کمیته ملی المپیک کنیا (انگلیسی: National Olympic Committee of Kenya) یک سازمان ورزشی است که نماینده کشور کنیا در کمیته بین‌المللی المپیک می‌باشد.
این سازمان که در سال ۱۹۵۵ تأسیس شده مسئول آماده‌سازی و اعزام ورزشکاران به بازی‌های المپیک، بازی‌های المپیک جوانان و بازی‌های آفریقایی است.